# 基奥尼德斯
基奥尼德斯（英語：Chionides），约活动于公元前5世纪前后。古希腊阿提卡最早的喜剧诗人之一，他与侪辈诗人马格奈斯齐名，他于公元前487年在城邦酒神节上获得胜利。

## 扩展阅读
- This article paraphrased from an article in Chionides Dictionary of Greek and Roman Biography and Mythology